# 布拉什波因特 (伊利諾伊州)
布拉什波因特（英語：Brush Point）是位於美國伊利諾伊州迪卡爾布縣的一個鬼鎮。由於此地已於1839年被荒廢，本地已無人居住。

## 地理
布拉什波因特的座標為42°01′23″N 88°45′13″W / 42.02306°N 88.75361°W，而該地的平均海拔高度為262米（即860英尺）。